# Diète fédérale
Cet article concerne la Diète fédérale en Suisse jusqu'en 1848. Pour la Diète fédérale allemande, voir Bundestag.

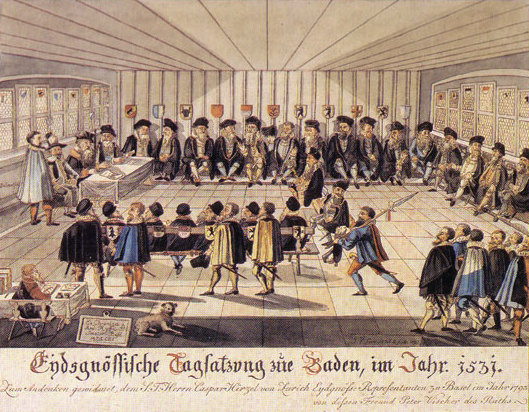
La Diète fédérale, à Baden en 1537.

La Diète fédérale (du latin dies « jour », car la réunion est fixée pour tel jour, ce qui donne en allemand Tagsatzung) est, jusqu'en 1848, l'assemblée des députés des cantons suisses. 

## Avant 1798

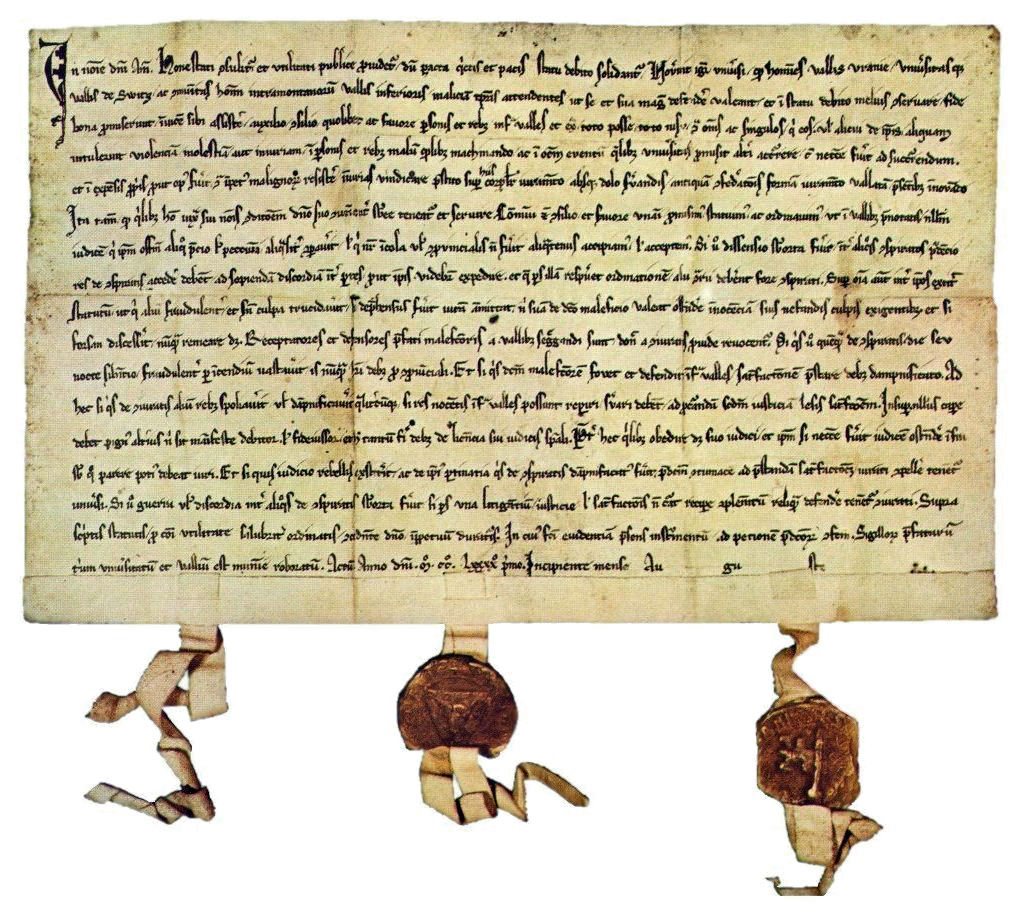
Pacte fédéral de 1291

On utilise le mot diète depuis 1500 pour des assemblées fédérales, mais aussi pour celles de certains cantons et ligues. La composition, les fonctions et les compétences de la Diète fédérale ont évolué depuis le XIIIe siècle, au gré des circonstances.
Le rôle de la Diète ne ressemble pas aux autres assemblées d'états européennes des Temps modernes, car il n'y a pas de liens de vassalité envers un monarque, mais des alliances librement consenties entre communes.
Jusqu'en 1798, les documents écrits de la Diète sont les recès (résumés des délibérations), les traités d'alliance et quelques autres actes. Ils étaient conservés par le canton hôte et depuis le XVIe siècle par le canton directeur ou Vorort, Zurich. 
Bien que manquant de compétences claires, la Diète se réunissait plusieurs fois par an, afin d'assurer l'administration des bailliages communs et pour assurer une sécurité collective des cantons. Vers 1500 on comptait plus de vingt diètes générales par an. Après la Réforme, il n'y en aura plus que trois, les catholiques tenant sept à neuf assemblées séparées et les protestants une à trois.
Chaque canton envoyait généralement à la Diète un ou deux délégués, choisis parmi les bourgmestres ou les landamans.
Les sessions commencent par la cérémonie publique du salut confédéral. Elles se poursuivent, sur un ou plusieurs jours, à huis clos, sous la conduite du Landaman, représentant du canton directeur ou du canton hôte.

## Diète de 1801
En 1801 la Diète de la République helvétique comptait 102 membres, élus au suffrage indirect proportionnellement à la population des dix-sept cantons, parmi lesquels elle élisait un Sénat de vingt-cinq membres. Cette Diète réunie à Berne en 1801 refusa la Constitution de la Malmaison et fut immédiatement dissoute.

### Diète sous la Constitution de la Malmaison
Selon les dispositions de la Constitution de la Malmaison, la Diète est composée comme suit :
| Canton                                  | Nombre de représentants au Sénat |
| --------------------------------------- | -------------------------------- |
| Berne                                   | 9                                |
| Zurich                                  | 8                                |
| Schaffhouse                             | 6                                |
| Grisons                                 | 6                                |
| Appenzell                               | 6                                |
| Lucerne                                 | 5                                |
| Glaris                                  | 5                                |
| Cantons italiens (Bellinzone et Lugano) | 5                                |
| Fribourg                                | 4                                |
| Pays-de-Vaud                            | 7                                |
| Argovie                                 | 6                                |
| Bâle                                    | 3                                |
| Soleure                                 | 3                                |
| Uri                                     | 1                                |
| Schwytz                                 | 1                                |
| Zoug                                    | 1                                |
| Unterwald                               | 1                                |
| Total                                   | 77                               |

## Diète de 1802

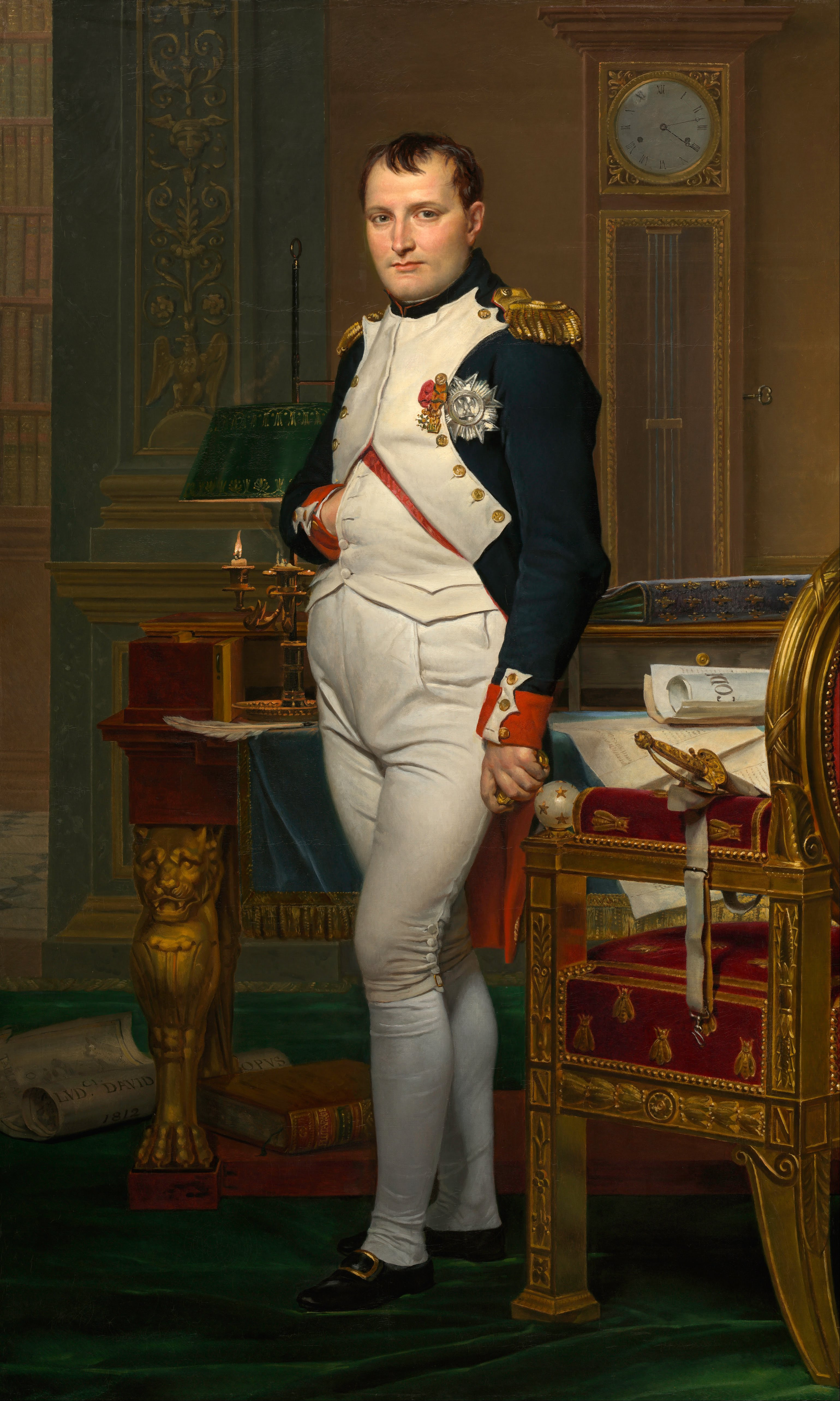
Napoléon Ier

En 1802 la seconde Constitution helvétique prévoyait une « Diète helvétique » qui ne siégea jamais. En revanche, une « Diète fédérale » selon l'ancien modèle se réunit à Schwytz, mais elle fut bientôt suspendue sous la pression de Bonaparte.

## Diète sous l'Acte de médiation
En 1803, l'acte fédéral inclus dans l'Acte de médiation fait de la Suisse une confédération d’États. Nouveaux cantons : Saint Gall, Grisons, Argovie, Thurgovie, Tessin et Vaud. Chacun des dix-neuf cantons envoyait à la Diète un délégué, voire deux pour les six cantons les plus peuplés (Berne, Zurich, Vaud, Saint-Gall, Argovie et — en raison d'une erreur de recensement — les Grisons). Présidée à tour de rôle par les cantons directeurs de Fribourg, Berne, Bâle, Zurich, Lucerne et Soleure. Le premier Président ou Landamman de la Suisse fut Louis d'Affry (1743-1810), la Diète fédérale se tenait à Fribourg le 4 juillet 1803.

## Abolition de l'Acte de médiation (1813)

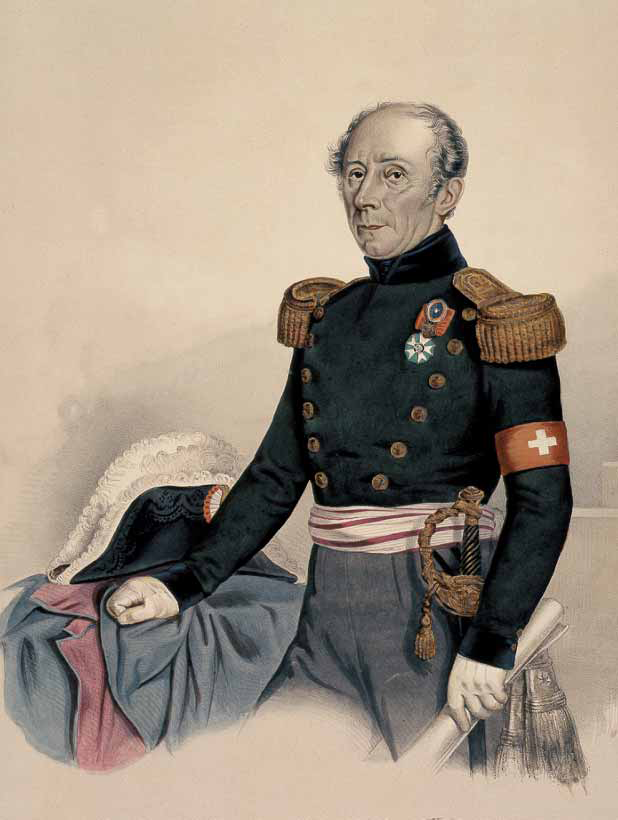
Guillaume-Henri Dufour

En 1813, la Diète réunie à Zurich prononça sa dissolution, mais le landamman Hans von Reinhard la convoqua à nouveau sous le nom d'« Assemblée fédérale ». Les délégués présents de dix anciens cantons abolirent l'Acte de médiation, mais garantirent l'existence des nouveaux cantons. Alors que Berne, Lucerne, Fribourg, Soleure, Uri, Schwytz, Unterwald et Zoug convoquèrent une Diète conservatrice à Lucerne, qui sera dissoute sur l'intervention des puissances alliées.
7 août 1815, le Pacte fédéral rétablit l’ancienne souveraineté presque illimitée des cantons. Le titre de landammann est aboli mais le gouvernement du canton directeur du moment dirige comme précédemment les séances de la Diète et gère les affaires courantes.
En 1829 Genève, le Tessin, Vaud, le Valais et Neuchâtel demandent que les recès soient traduits en français.
En juillet 1833 la diète refuse le projet de révision du Pacte fédéral proposé par Pellegrino Rossi. 
En 1845 formation du Sonderbund (alliance des cantons catholiques).
En 1847 la guerre du Sonderbund se termine par la victoire de l’armée placée sous le commandement du général Dufour qui a fait preuve de modération ; après cette victoire des radicaux, le Sonderbund est dissous par la force.

## Rôle de la Diète en 1848

La dernière Diète 1847

À l'issue de la guerre du Sonderbund en 1847, la Diète élabora une Constitution fédérale moderne qui entre en vigueur en septembre 1848, après avoir été soumise au vote dans chaque canton. 
Depuis lors, le pouvoir législatif appartient aux deux chambres de l'Assemblée fédérale : le Conseil national et le Conseil des États. La Suisse devient un État fédéral ; c’est à Berne que siègent désormais les autorités de la Confédération.